# MF Stena Vision
MF Stena Vision – jest dużym promem pasażersko-samochodowym szwedzkiego armatora Stena Line, pływającym pomiędzy Cherbourgiem a Rosslare. Statek został zwodowany w 1981 roku jako MF Stena Scandinavica. Jednak ze względu na problemy Stoczni Gdańskiej, w której był budowany, wykończenie jednostki zostało opóźnione i dopiero w 1987 roku wszedł do eksploatacji pod nową nazwą MS Stena Germanica. Statek pływa pod banderą Cypru, a jego port macierzysty to Karlskrona.
Początkowo kursował na trasie łączącej porty Niemiec i Szwecji. Linia ta była obsługiwana dodatkowo przez siostrzany prom MF Stena Scandinavica. W listopadzie 2010 roku wycofano oba promy i zastąpiono je przez inne.
Przebudowany i zmodernizowany prom otrzymał nową nazwę Stena Vision i został skierowany na trasę łączącą Karlskronę z Gdynią. MF Finnarrow był promem czarterowanym i powrócił do właściciela, natomiast MF Stena Baltica pływał nadal na linii Karlskrona–Gdynia do czerwca 2011 roku, kiedy został zastąpiony przez Scandinavicę, która zmieniła nazwę na MF Stena Spirit.
Zmiany nazw promów armatora Stena Line (po gruntownej przebudowie wybierane na drodze konkursów) wiążą się z liniami, na których kursują. I tak (przykładowo) między portami skandynawskimi krążą promy o nazwach Stena Danica, Stena Nordica czy Stena Saga; porty brytyjskie i holenderskie obsługują Stena Britannica i Stena Hollandica, zaś skandynawskie i niemieckie Stena Scandinavica i Stena Germanica. Dla połączeń z Gdynią wybrano nazwy „zjawiskowe”: Stena Vision i Stena Spirit.
Po 12 latach, dnia 27 marca 2023 roku prom wykonał ostatni rejs na trasie Gdynia-Karlskrona, a następnie został odnowiony w Stoczni Gdańskiej i skierowany na trasę pomiędzy Cherbourgiem a Rosslare.